# Matteo Codignola
Matteo Codignola (Genova, 1960) è un traduttore e scrittore italiano.

## Biografia
Dagli anni '90 lavora per la casa editrice Adelphi come editor, traduttore e nipote di Roberto Calasso. Tra gli autori tradotti si ricordano Mordecai Richler, Patrick McGrath, Patrick Dennis, William Langewiesche. Tra le curatele editoriali si ricordano quelle dei libri di Ettore Sottsass e Ian Fleming.

## Opere principali
- Un tentativo di balena, Milano, Adelphi, 2008
- Un tocco di focaccia, Bra, Slow Food, 2013
- Vite brevi di tennisti eminenti, Milano, Adelphi, 2018 [1]
- Cose da fare a Francoforte quando sei morto, Milano, Adelphi, 2021